# Метула
Мету́ла (івр. מטולה) — населений пункт (невелике містечко) в Північному окрузі Ізраїлю.

## Загальні дані та історія
Метула є найпівнічнішим пунктом держави, що завершує т.зв. «галілейський палець» (Ецба га-Ґаліль). Містечко розташоване на відстані 6 км від лівано-ізраїльського кордону на висоті 520 м над рівнем моря.
Пересічний рівень щорічних опадів — 900 мм. Зими, зазвичай, є холодними і вологими, а влітку тут сухо і спекотно. Раз на декілька років випадає сніг. 
Як поселення Метулу засновано в 1896 році на землях, придбаних у друзів бароном Е. Ротшільдом.
Населення містечка станом на 2005 рік становило 1 500 осіб. Серед жителів чимало російськомовних іммігрантів.

## Економіка і культура

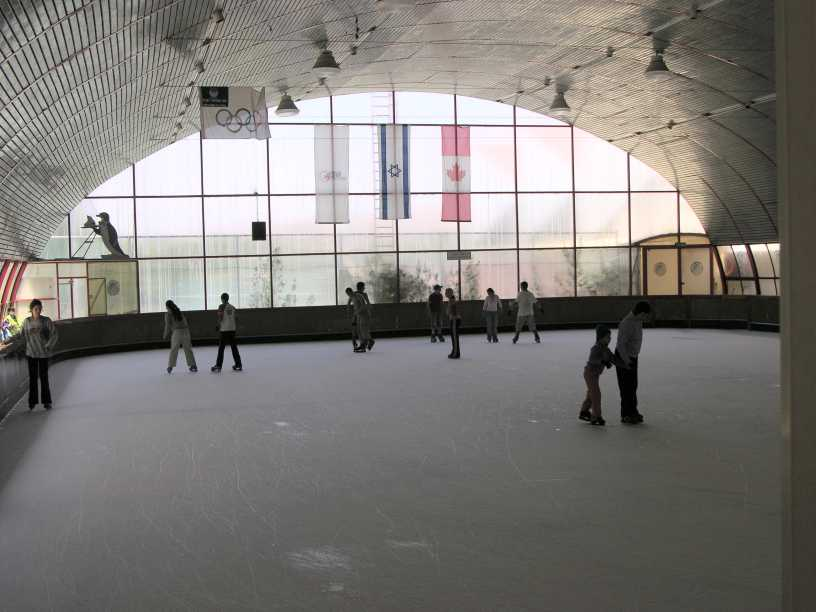
Ковзанка «Canada Centre»

Населення Метули переважно зайняте сільським господарством і обслуговуванням спортивного комплексу. 
Метула, попри свої малі розміри, є, напевно, найспортивнішим містом Ізраїлю. В містечку діє величезний (за мірками країни і регіону в цілому) спортивний комплекс «Canada Centre». До його складу, крім басейну і спортивних залів, входить єдина у державі ковзанка олімпійського зразка, що здатна приймати міжнародні турніри, а у роки проведення тут відбувається Чемпіонат Ізраїлю з фігурного катання. «Canada Centre» є домашньою ареною, а місцевий СК «Метула» — базою провідних фігуристів країни (Тамар Кац, Олександра Зарецька і Роман Зарецький).  
Саме гарні можливості займатися спортом, а ще чисте гірське повітря та наявність багатьох зелених насаджень і природних парків у самі́й Метулі та її околицях приваблюють до міста численних відвідувачів-відпочивальників і туристів.